# 川越市立福原中学校
川越市立福原中学校（かわごえしりつ ふくはらちゅうがっこう）は、埼玉県川越市今福にある公立中学校。学区は、川越市南部の福原(今福)地区。

## 沿革
- 1947年（昭和22年）5月25日 - 開校・校舎落成式挙行
- 1962年（昭和37年）2月20日 - 新校舎落成
- 1965年（昭和40年）7月13日 - 校歌制定
- 1966年（昭和41年）2月22日 - 青い芽の会発足
- 1968年（昭和43年）10月18日 - 文部省道徳研究発表会
- 1969年（昭和44年）7月28日 - 体育館落成
- 1970年（昭和45年）11月26日 - 少年会育成連絡協議会結成

## 学校行事
- 5月 - 体育祭(9月からの変更)　中間テスト
- 6月 - 生徒総会・体験学習会（2007年まで文化祭であったが、授業時間の関係上2008年から午後のみとなった。今は行われていない。）期末テスト
- 7月 - バレーボール大会・家庭訪問・林間学校（1年生）
- 10月 - 生徒会役員選挙
- 11月 - 校内合唱祭
- 12月 - もちつき大会
- 2月 - 修学旅行（2年生）

## 部活動
- 吹奏楽部
- 美術部
- 野球部
- ソフトテニス部（男・女）
- バスケットボール部（男・女）
- バドミントン部（女子）
- バレー部（女子）
- 剣道部
- サッカー部

・卓球部（女）

## 生徒会
- 生徒会
- 学級委員会
- 評議委員会

## 専門委員会
- 保健委員会
- 図書委員会
- 体育委員会
- 給食委員会
- 放送委員会
- 環境委員会
- 生活委員会

## 伝統
この学校では、4つの伝統を大切にするため
生徒会などが中心となってさまざまな運動を展開している。
4つの伝統
- 挨拶
- 清掃
- 歌声
- ボランティア